# Cimamulera
Cimamulera è la più grande frazione di Piedimulera. Si trova nella Valle Anzasca nellaprovincia del Verbano-Cusio-Ossola. Fino al 1928 Cimamulera è stato un comune autonomo, poi si è unita a Piedimulera: attualmente la frazione conta 310 abitanti, sui circa 1600 del comune.

## LaMulerae le frazioni

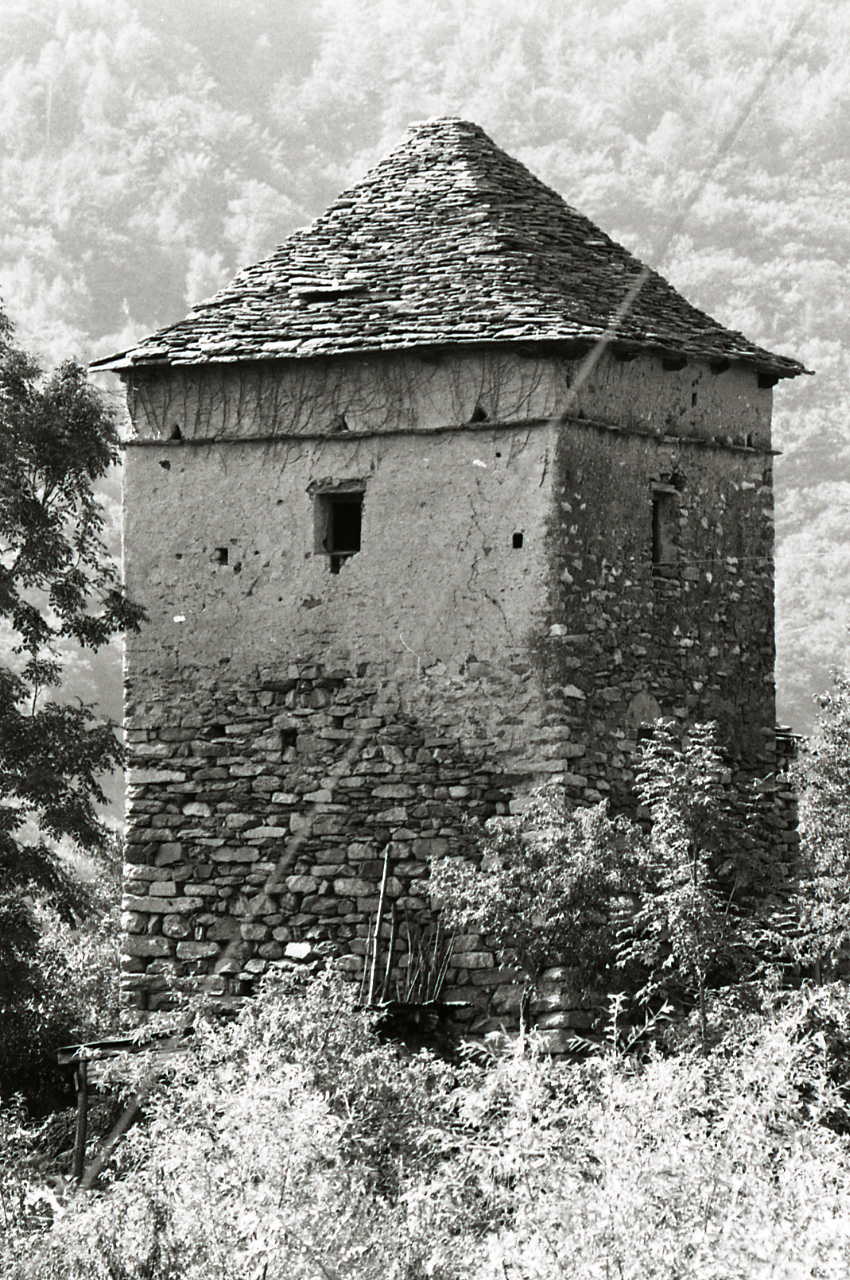
Torre Ferriero, foto di Paolo Monti, 1982 (Fondo Palo Monti, BEIC)

La Mulera si presenta come una ripida salita che ha inizio al basso (Pede) e fine in alto (Cima). Risalendo la mulattiera, cioè strada adatta principalmente al trasporto mediante i muli, si trova la piccola frazione di "Croppala", abitata da non più una decina di persone. La successiva frazione è "Mezzamulera", ora disabitata. Giunti alla fine della salita si arriva alla località "Pairazzo". Con poche case arroccate sul gradino posto a lato della parrocchiale si costituisce la frazione "Chiesa". Risalendo la strada anzaschina si incontra la frazione "Casa del Negro" e successivamente "Risecco". Si giunge poco dopo a località "Madonna" in cui è situato l'Oratorio della "Madonna delle Grazie". Qui la strada si spinge con lieve pendenza sino alla frazione di "Morlongo" in cui è possibile osservare un antico torchio per la produzione del vino. Dopo questa frazione, l'ultima località facente parte di Cimamulera, è la località di "Meggiana". La strada carrozzabile che prosegue verso Macugnaga, percorre Cimamulera attraverso la frazione di "Gozzi". Una deviazione sale verso le località "La Piana, Chiesa e Pairazzo" con deviazione secondarie verso "San Giuseppe" e "La Madonna".

## Società

### Tradizioni e folclore
La chiesa parrocchiale è intitolata a Sant'Antonio Abate. Viene celebrato il 17 gennaio. La giornata inizia con la benedizione del pane nero di segale, proveniente da Coimo. La messa mattutina in onore del Santo è accompagnata dai canti delle Corali femminile e maschile di Cimamulera, che in questa occasione si riuniscono e che rappresentano un elemento importante della tradizione. Il Vespro, svolto in forma solenne alle 15.00 del pomeriggio, è seguito da una processione che attraversa la via principale del paese, passando da un punto fisso nel quale viene posizionato un tavolo che funge da posa: la funzione è accompagnata da inni in onore del Santo, dalle litanie e canti in latino. L'incanto delle offerte conclude le celebrazioni religiose. L'imbonitore incanta le offerte impegnandosi ad ottenere buoni proventi. La giornata si conclude con una tombolata che riunisce molte persone del paese, dai più giovani ai più anziani, nell'edificio delle ex scuole elementari. Le vincite vengono offerte dai parrocchiani di Cimamulera.
Una seconda festa religiosa, celebrata anch'essa in modo solenne, ricorre la prima domenica di luglio: è la festa della Madonna del Rosario. Altre feste che riuniscono i parrocchiani sono San Giuseppe, celebrato nell'Oratorio settecentesco del Santo e la festa San Rocco, celebrata nell'omonimo Oratorio, costruito dai parrocchiani sopravvissuti alla peste del 1585 che aveva ucciso quasi tutta la popolazione. I parrocchiani, il 16 ottobre 1585, riuniti nel lazzaretto di Piedimulera fecero il voto di "erigere, costruire e edificare, nel termine di sei anni, nella terra e luogo di Cimamulera una cappella dedicata ai Santi Rocco, Fabiano e Sebastiano" (dal documento originale conservato nell'archivio di Cimamulera). 

Altre feste sono quella della Madonna delle Grazie, celebrata nell'Oratorio in frazione "Madonna" e quella di Santa Lucia, celebrata nella Chiesa Parrocchiale. La tradizione vuole che i cimamuleresi vengano chiamati i "Santui" dopo gli episodi che hanno accompagnato la vicenda dell'eretico Don Grignaschi. Vissuto nella prima metà dell'800 si riteneva la reincarnazione di Gesù e numerosi furono i suoi discepoli a Cimamulera, in quanto parroco di questo borgo.

## Gastronomia
Un piatto tipico preparato nel periodo natalizio è la frittura dolce. Gli ingredienti sono la farina di semola, il latte e lo zucchero. Durante la festa dei Santi e dei Morti si consumano le castagne, cotte in brascarola. Per conservarle veniva effettuato un trattamento chiamato "Novena": le castagne venivano immerse in un secchio con dell'acqua. Ogni giorno l'acqua doveva essere cambiata. Il tutto per nove giorni, in questo modo le castagne si mantenevano più a lungo. Fino a pochi anni fa la latteria turnaria produceva burro e formaggio. La panna veniva consumata con della buona polenta: "pulenta e frigai". 

I terrazzamenti che si estendono in tutto il territorio di Cimamulera erano fino a circa cinquant'anni fa, ricoperti da piante di vite. In antichità il "Prunent" e più recentemente, l'uva americana venivano coltivate per la produzione del vino. Dei quattordici torchi funzionanti ne rimangono soltanto due. Quello della località "Morlongo" è l'unico che ancora si può osservare, poiché è quello meglio conservato con la sua enorme trave di castagno di circa di nove metri di lunghezza. L'altro si trova in località "Aprì". Adesso rimangono solamente poche piante di uva americana con le quali viene preparato un vino molto aspro.